# Біла Церква (станція)
Бі́ла Це́рква — проміжна залізнична станція 2-го класу Козятинської дирекції Південно-Західної залізниці на електрифікованій дільниці Фастів I — Миронівка між станцією Роток та зупинним пунктом Гай. Розташована в однойменному місті Київської області.

## Історія
Станція відкрита у 1876 році під час прокладання залізничної лінії Фастів I — Миронівка, що значно прискорило розвиток міста. Наприкінці XIX — початку XX століття станція Біла Церква посідала друге місце у Київській губернії за обсягом вантажних перевезень після Києва, а за обсягами перевезень хліба випереджала Київ майже вдвічі (4 180 000 пудів на рік проти 2 136 000 пудів на рік у Києві).
Станція зазнала значних руйнувань під час Другої світової війни.

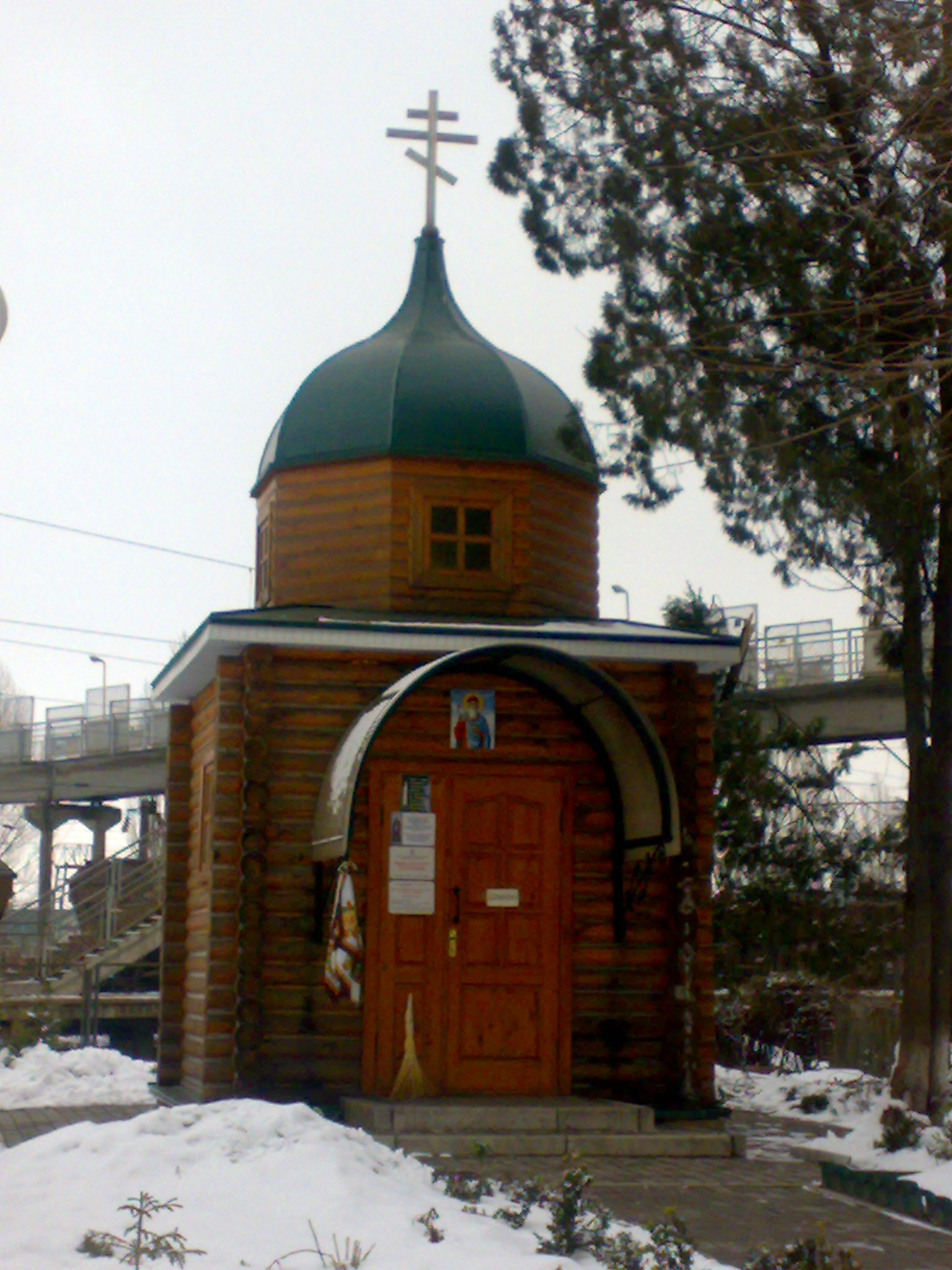
Каплиця біля вокзалу
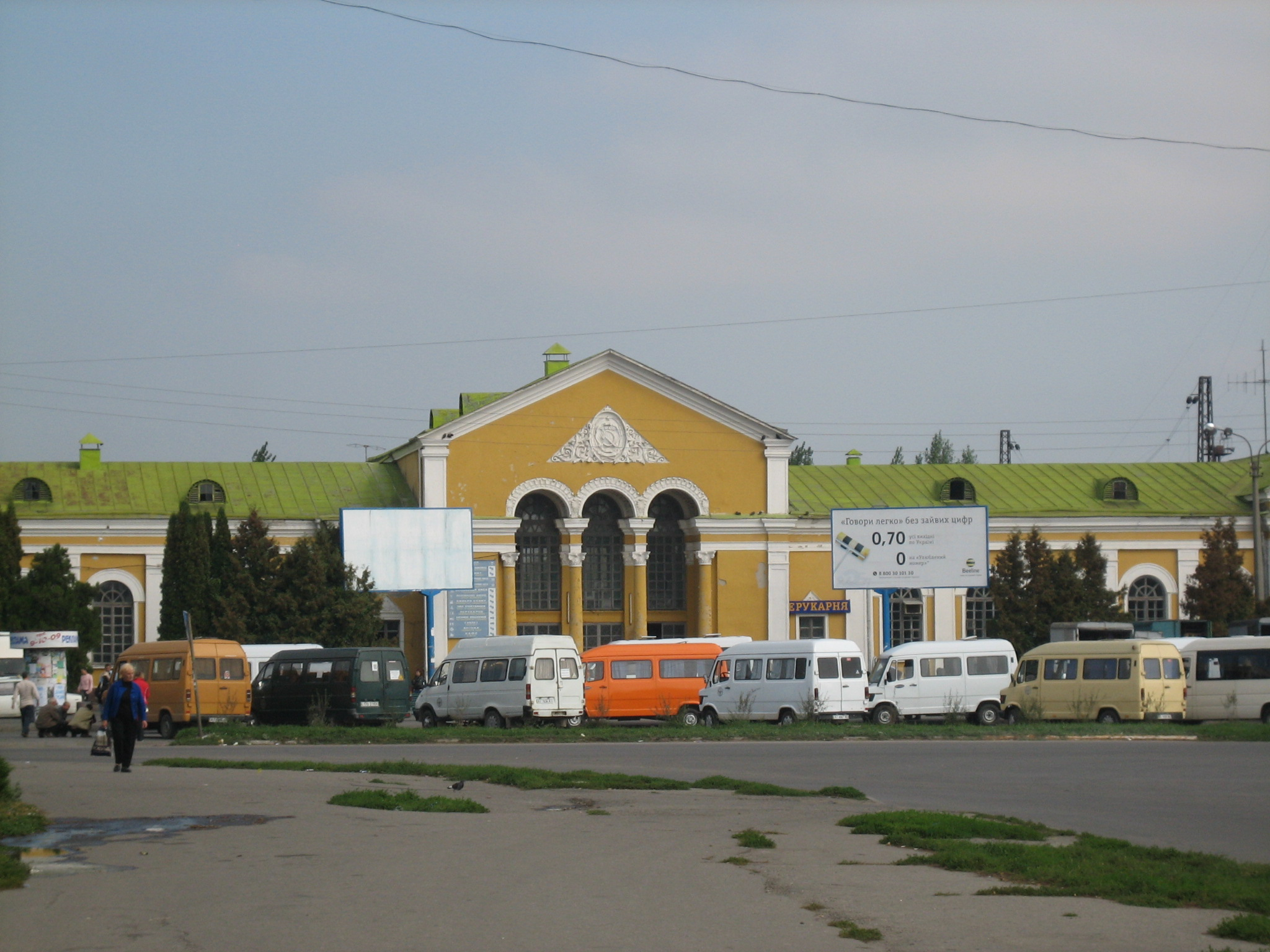
Вокзал до реконструкції (2006)

У 2007 році проведена реконструкція станції, в ході якої виконано капітальний ремонт вокзалу, реконструкцію інженерних мереж та енергетичних систем. Зазнала реконструкції бічна пасажирська платформа, облаштована висока острівна платформа, реконструйовані маршові сходи з пішохідного мосту до пасажирських платформ. Також були замінені 2,5 км колій, модернізовано першу та другу головні колії, а також 6-ту приймально-відправну колію. У приміщенні вокзалу відкрито сервісний центр, каси приміського та далекого сполучення. 
29 грудня 2007 року відбулося урочисте відкриття оновленого вокзалу.

## Вокзал
Перший вокзал станції Біла Церква був побудований у 1876 році. Під час німецько-радянської війни (1941—1945) першу будівлю Білоцерківського залізничного вокзалу було зруйновано.
1950 року, за проєктом архітектора Петра Красицького, побудована нова будівля вокзалу в Білій Церкві, яка експлуатується і понині.

Довоєнний вокзал, зруйнований німецькою авіацією
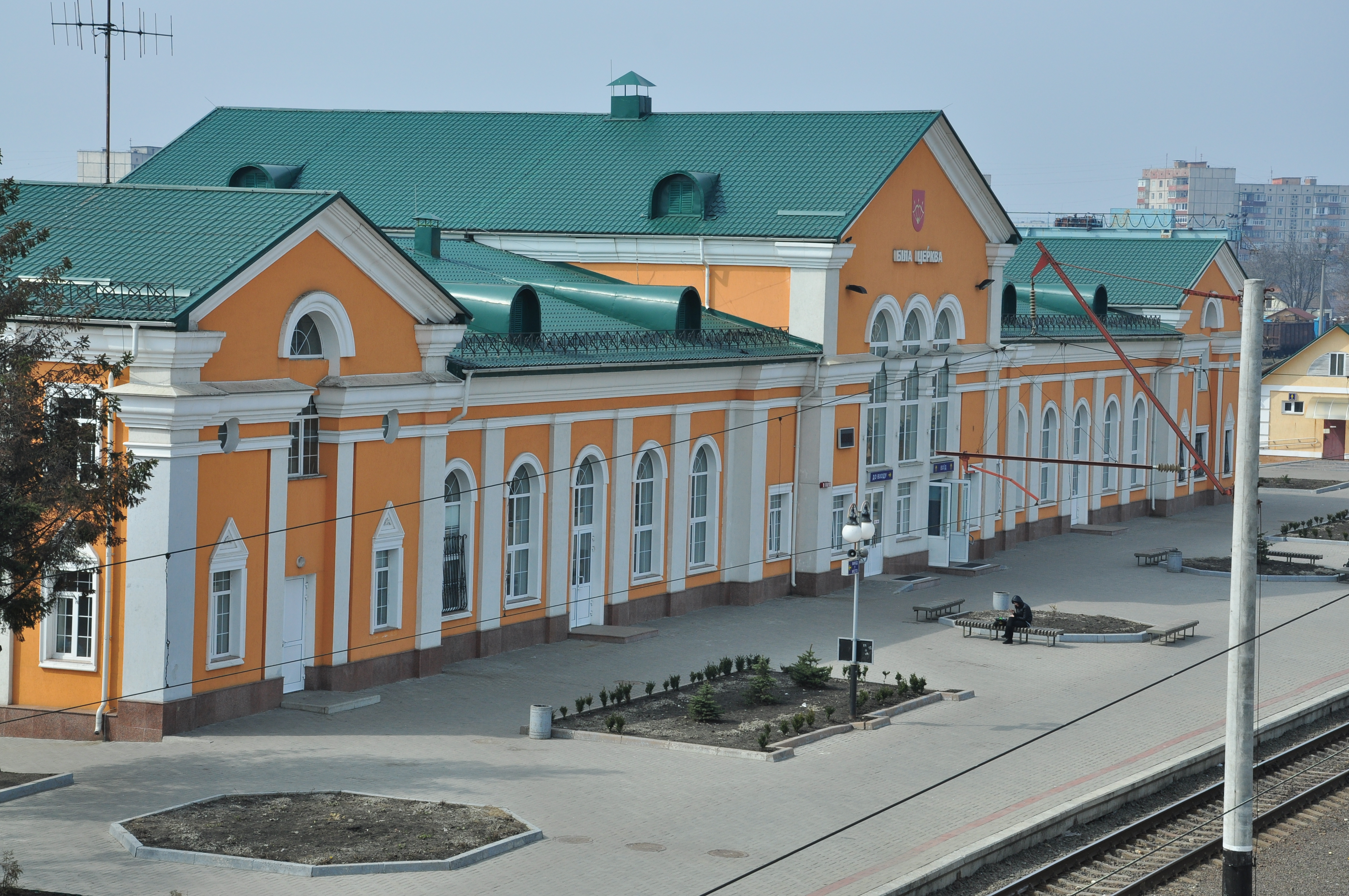
Сучасний вокзал станції Біла Церква

Наприкінці 2000-х років прийнято рішення про реконструкцію залізничного вокзалу. У серпні 2007 року розпочаті роботи із реконструкції. У ремонтно-відновлювальних роботах були задіяні всі служби Південно-Західної залізниці, працювало понад 250 працівників, але основну роль у реконструкції відіграли козятинські будівельники. Залізничникам довелось майже повністю перебудувати приміщення, при цьому зберігаючи первинну архітектуру вокзалу. Окрім капітального оновлення фасадів та внутрішнього інтер'єру, будівельники посилили конструкцію стін і більшості перекриттів вокзалу, повністю замінили дах. Одночасно були переобладнані пасажирські платформи, квиткові каси, готель та сервісний центр вокзалу. Проведені масштабні колійні роботи.
Урочисте відкриття відреставрованого вокзалу Білої Церкви відбулося напередодні 2008 Нового року). Станом на 1 січня 2020 року вокзал станції Біла Церква входив до складу виробничого підрозділу вокзалу станції Козятин філії «Пасажирська компанія» АТ «Укрзалізниця». Станом на 1 жовтня 2023 року вокзал станції Біла Церква входить до складу виробничого підрозділу «Вокзальна компанія» АТ «Українська залізниця».
У 2020 році за кошти місцевого бюджету м. Біла Церква на будівлі вокзалу мала бути встановлена меморіальна дошка Січовим Стрільцям, які з цього місця у листопаді 1918 року розпочали антигетьманське повстання під проводом Симона Петлюри, Євгена Коновальця та Андрія Мельника, проте цю ідею «Укрзалізниця» не підтримала.
У середньому за добу вокзал обслуговує понад 1000 пасажирів.

## Інфраструктура
Станція розташована на 34-му кілометрі дільниці Фастів I — Миронівка. Відстань до Києва через Фастів I — 98 км.
Станція має дві пасажирські платформи. Від бічної платформи здійснюється посадка/висадка пасажирів на першу колію (шосту приймально-відправну) та острівну платформу, яка має вихід на другу та третю колії (1-ша та 2-га головні колії). За ними розташовані ще дві колії, які не обладнані пасажирськими платформами. За будівлею вокзалу в бік Фастова знаходяться дві тупикові колії. Поблизу станції існує місце для відстою поїздів на чотирьох коліях.
Пішохідний міст сполучає пасажирські платформи між собою та має два виходи в місто: з боку вокзалу та першої колії — у бік вулиці Привокзальної та у протилежний бік до Сквирського шосе.

## Пасажирське сполучення
Через станцію Біла Церква прямують поїзди далекого та приміського сполучення.
Далеке сполучення
Більшість поїздів далекого сполучення, які зупиняються на станції, прямують зі сходу на захід та у зворотному напрямку (зі сторони станції Імені Тараса Шевченка у напрямку Козятина.
Без пересадок є можливість дістатися до Києва, Вінниці, Хмельницького, Тернополя, Львова, Івано-Франківська, Ужгорода, Дніпра, Запоріжжя, Луцька, Рівного, Ковеля, Миколаєва, Херсона тощо.
До повномасштабного російського вторгнення в Україну курсували поїзди до станцій Маріуполь, Новоолексіївка (нині тимчасово скасовані).
З 10 грудня 2017 по 18 березня 2020 року призначався нічний швидкий поїзд сполученням Ковель — Харків, який курсував через Знам'янку, Кременчук, Полтаву.
З 16 грудня 2018 року через станцію прямує нічний експрес № 3/4 сполученням Запоріжжя — Ужгород. Також через станцію прямують за вказівкою поїзди сезонного призначення, як приклад № 203/204 Дніпро — Львів. До Львова прямує за тим же графіком руху, що і нічний експрес № 3/4.
З весни 2021 року через станцію курсував нічний експрес № 5/6 Херсон — Ужгород (нині курсує за маршрутом Запоріжжя — Івано-Франківськ / Рахів), у напрямку Закарпаття тими ж зупинками, що і поїзд № 3/4.
| Рух пасажирських поїздів по станції Біла Церква |                                      |                                                                                         |
| №                                               | Маршрут сполучення                   | Періодичність курсування                                                                |
| 3/4 «Нічний експрес»                            | Запоріжжя — Ужгород                  | Щоденно                                                                                 |
| 5/6 «Нічний експрес»                            | Запоріжжя — Івано-Франківськ — Рахів | Через день                                                                              |
| 31/32 «Нічний експрес»                          | Запоріжжя — Перемишль                | Щоденно. До березня 2022 року курсував за маршрутом Херсон — Ужгород                    |
| 33/34                                           | Кривий Ріг — Ясіня                   | Через день                                                                              |
| 39/40                                           | Запоріжжя — Солотвино                | Через день                                                                              |
| 41/42                                           | Дніпро — Трускавець                  | Через день                                                                              |
| 47/48                                           | Запоріжжя — Мукачево                 | Через день                                                                              |
| 61/62                                           | Дніпро — Івано-Франківськ            | Через день                                                                              |
| 71/72                                           | Павлоград — Львів                    | Щоденно                                                                                 |
| 75/76 «Криворіжжя»                              | Кривий Ріг — Київ                    | Щоденно                                                                                 |
| 85/86                                           | Запоріжжя — Львів                    | Щоденно. Раніше курсував до станції Новоолексіївка                                      |
| 87/88                                           | Запоріжжя — Ковель                   | Через день з 01.03.2022. Раніше курсував до станції Новоолексіївка                      |
| 109/110                                         | Херсон / Миколаїв — Львів            | Через день                                                                              |
| 115/116                                         | Запоріжжя — Чернівці                 | Щоденно                                                                                 |
| 209/210                                         | Миколаїв — Івано-Франківськ          | Через день                                                                              |
| Скасовані пасажирські поїзди                    |                                      |                                                                                         |
| 69/70                                           | Маріуполь — Львів                    | Тимчасово скасований через російське вторгнення в Україну                               |
| 85/86                                           | Новоолексіївка — Львів               | Тимчасово скасований через російське вторгнення в Україну                               |
| 87/88                                           | Новоолексіївка — Ковель              | Тимчасово скасований через російське вторгнення в Україну                               |
| 127/128 «Ковель»                                | Харків — Ковель                      | Скасований з 18.03.2020                                                                 |
| 125/126                                         | Миколаїв — Івано-Франківськ / Рахів  | Тимчасово скасований через російське вторгнення в Україну                               |
| 161/162                                         | Миколаїв — Київ                      | Тимчасово скасований через російське вторгнення в Україну, раніше курсував за вказівкою |
| 203/204                                         | Дніпро — Львів                       | За вказівкою                                                                            |
| 233                                             | Покровськ — Львів / Ковель           | За вказівкою, здійснює евакуаційні рейси з тимчасово окупованих територій України       |

Приміське сполучення
18 листопада 2013 року у перший рейс вирушив прискорений приміський електропоїзд сполученням Біла Церква — Київ.
Нині курсує 4 пари таких електропоїздів, але проєкт зведений нанівець через додавання зупинок по платформах під тиском місцевих мешканців. Час в дорозі прискорених електропоїздів з Києва до Фастова становить 01:10—01:15, проте раніше становив — 53 хвилини.
З вересня 2022 року призначені раніше скасовані декілька прискорених електропоїздів сполученням Миронівка — Київ, Роток — Київ. Проте, станом на листопад, знову скасовані.
| Рух приміських електропоїздів по станції Біла Церква |                        |                                |
| №                                                    | Маршрут сполучення     | Періодичність курсування       |
| 6231/6014                                            | Миронівка — Київ       | Щоденно                        |
| 6232                                                 | Фастів I — Миронівка   | Щоденно                        |
| 7033/7034                                            | Біла Церква — Київ     | Щоденно, крім суботи та неділі |
| 6234                                                 | Фастів I — Біла Церква | Щоденно, крім суботи та неділі |
| 6233/6020                                            | Біла Церква — Київ     | Щоденно, крім суботи та неділі |
| 6005/6236                                            | Київ — Миронівка       | Щоденно                        |
| 6235/6024                                            | Миронівка — Київ       | Щоденно                        |
| 6237                                                 | Миронівка — Фастів I   | Щоденно                        |
| 6013/6238                                            | Київ — Миронівка       | Щоденно                        |
| 6017/6240                                            | Київ — Миронівка       | Щоденно                        |
| 6239                                                 | Миронівка — Фастів I   | Щоденно                        |
| 7035                                                 | Київ — Роток           | Щоденно, крім суботи та неділі |
| 6029/6242                                            | Київ — Миронівка       | Щоденно                        |
| 7041                                                 | Київ — Роток           | Щоденно, крім суботи та неділі |
| 6241                                                 | Миронівка — Фастів I   | Щоденно                        |

На станції Миронівка існує  узгоджена пересадка на приміські електропоїзди у напрямку станцій Імені Тараса Шевченка — Знам'янки, а також до Києва через Трипілля-Дніпровське. На станції Фастів I існує узгоджені пересадки на приміські електропоїзди до станцій Житомир, Козятин I, Жмеринка.

### Послуги
- Багажне відділення: прийом, зберігання та видача багажу та вантажобагажу, зважування, маркування місця багажу, повідомлення одержувача про отриманий багаж;
- зберігання ручної поклажі в автоматичних камерах схову та великогабаритних речей;
- видача усних та письмових довідок;
- оголошення по вокзальному радіо інформації на прохання пасажира;
- використання телефону[9].

## Комерційні послуги
- Інформування клієнта про правила та умови перевезень вантажів, порядок оплати перевезень та додаткових послуг, про правила розрахунків з перевізником, укладання договорів та санкції при недотриманні умов договору.
- Проведення технавчання і консультацій з відправниками, одержувачами та власниками під’їзних колій з питань технічної експлуатації залізниць, Статуту, Правил перевезень та інших нормативних документів АТ «Укрзалізниця».
- Інформування клієнтів про місцезнаходження вантажу та виконання супутніх перевезенням послуг (пошук, простеження, просування вагонів і контейнерів).
- Організація перевезень, переадресування вантажів (з дозволу АТ «Укрзалізниця»).
- Надання організаціям, підприємствам, громадянам-суб'єктам підприємницької діяльності складів, майданчиків для складування вантажів перед відправленням та зберігання вантажів після вивантаження.
- Зберігання вантажів на місцях загального користування.
- Подача й забирання вагонів локомотивом залізниці.
- Зважування вантажів.
- Організація контейнерних перевезень.
- Перевезення вантажів за особливими умовами.